# Masuzoe Yōichi
Masuzoe Yōichi (舛添 要一 (Suyễn Thiêm Yếu Nhất) sinh ngày 29 tháng 11 năm 1948) là chính khách người Nhật Bản. Ông từng là thành viên của Tham nghị viện, Bộ trưởng Y tế, Lao động và Phúc lợi, chủ tịch Đảng Phục hưng Mới và Thống đốc Tōkyō nhiệm kỳ 2014-2016. Trước khi tham gia chính trị, ông nổi tiếng với tư cách là một nhà bình luận truyền hình về các vấn đề chính trị trong nước.